# Blišice
Blišice (německy Blischitz; před 1880 Bližice) jsou vesnice, bývalá obec, od 1961 část města Koryčany v okrese Kroměříž. Nachází se asi 2 km na sever od Koryčan. Je zde evidováno 144 adres. Trvale zde žije 211 obyvatel.
Blišice je také název katastrálního území o rozloze 3,78 km2.

## Název
Na vesnici bylo přeneseno původní pojmenování jejích obyvatel Blišici odvozené od osobního jména Blich nebo Bliš, což byly domácké podoby některého jména začínajícího na Bliz- (např. Blizbor). Význam místního jména byl "Blichovi/Blišovi lidé".

## Obyvatelstvo

### Struktura
Vývoj počtu obyvatel za celou obec i za jeho jednotlivé části uvádí tabulka níže, ve které se zobrazuje i příslušnost jednotlivých částí k obci či následné odtržení.
|                |              | 1793 | 1838 | 1869 | 1880 | 1890 | 1900 | 1910 | 1921 | 1930 | 1950 | 1961 |              | 1970 | 1980 | 1991 | 2001 | 2011 |
| -------------- | ------------ | ---- | ---- | ---- | ---- | ---- | ---- | ---- | ---- | ---- | ---- | ---- | ------------ | ---- | ---- | ---- | ---- | ---- |
| Počet obyvatel | obec Blišice | 215  | 391  | 397  | 474  | 535  | 529  | 565  | 567  | 570  | 467  | 445  | část Blišice | 392  | 284  | 215  | 211  | 205  |
| Počet domů     | obec Blišice | 43   | 70   | 82   | 96   | 96   | 96   | 98   | 105  | 127  | 134  | -    | část Blišice | 127  | 110  | 126  | 132  | 132  |